# Gregorio Villarías López
Gregorio Villarías López (Santoña, 1883-Acapulco, 1946) fue un político español. Durante el periodo de la Segunda República tuvo un papel relevante en el ámbito santanderino, llegando a ser diputado en Cortes y gobernador civil de Burgos.

## Biografía
Nacido en Santoña en 1883, constituyó una de las principales figuras del republicanismo santanderino. 
Jugó un importante papel en la proclamación de la Segunda República en Santander, formando parte del Comité Revolucionario provincial. Estuvo afiliado al Partido Republicano Radical Socialista (PRRS), de nueva creación. En abril de 1931 el nuevo gobierno republicano le nombraría gobernador civil de Burgos, cargo que ejerció durante algunos meses.
En las elecciones constituyentes de 1931 concurrió por el PRRS —dentro de la candidatura republicano-socialista—, resultando electo diputado por la circunscripción de Santander. Con posterioridad, en el contexto de la descomposición del PRRS, Villarías se afilió al Partido Republicano Radical Socialista Independiente (PRRSI) y se convirtió en su líder provincial en Santander. Poco después se afiliaría a Izquierda Republicana (IR), tras la fusión del PRRSI con Acción Republicana. En las elecciones generales de 1933 fue candidato del PRRSI por la circunscripción de Burgos, si bien no logró obtener acta de diputado.
Al comienzo de la Guerra civil tuvo un destacado papel, junto al capitán José García Vayas, en la supresión del golpe de Estado en Santoña. Llegó a mandar una columna de milicianos que ocupó el puerto de montaña de Los Tornos y que trataría penetrar en Burgos, sin éxito. Posteriormente sería comandante de la 1.ª División «santanderina» —luego renombrada como 52.ª División—. Durante la batalla de Santander su unidad resultó prácticamente destruida.
Tras el final de la contienda marchó al exilio, instalándose en México. Los tribunales franquistas le juzgaron en ausencia, siendo condenado y sancionado con la pérdida total de sus bienes. Falleció en Acapulco en 1946, víctima de un accidente de tráfico.